# Psychoda allodapa
Psychoda allodapa är en tvåvingeart som beskrevs av Quate 1959. Psychoda allodapa ingår i släktet Psychoda och familjen fjärilsmyggor. Inga underarter finns listade i Catalogue of Life.